# Jack Goes Home
 (septembre 2017).
Si vous disposez d'ouvrages ou d'articles de référence ou si vous connaissez des sites web de qualité traitant du thème abordé ici, merci de compléter l'article en donnant les références utiles à sa vérifiabilité et en les liant à la section « Notes et références ».
 (septembre 2017).
Le contenu est difficilement compréhensible vu les erreurs de traduction, qui sont peut-être dues à l'utilisation d'un logiciel de traduction automatique.
Jack Goes Home en français Jack va à la maison est un film d'horreur indépendant américain réalisé en 2016 par Thomas Dekker  et actour[Quoi ?] Rory Culkin, Nikki Reed, Britt Robertson, Daveigh Chase, Lin Shaye, Natasha Lyonne, Louis Hunter et Serge Levin. Le film a été créé[Quoi ?] au festival de film international South by Southwest et a été diffusé en salles le 14 octobre 2016.

## Synopsis
Après que son père a été tué dans un accident de voiture, Jack (Rory Culkin) se rend au Colorado pour aider sa mère toxicomane (qui a également été blessée dans le crash) a retrouver la santé. Il est maudit par son passé[Quoi ?], et  sa vie prend un virage sombre et sinistre lorsque Jack trouve un message de son défunt père, contenant un indice qui l'entraîne sur une chasse au trésor. Là, il découvre des secrets enterrés depuis longtemps et se trouve[Quoi ?] dans son âme, sa famille, son histoire, ses parents, ses amis et son esprit même.

## Distribution
- Rory Culkin : Jack
- Britt Robertson : Cleo
- Daveigh Chase : Shanda
- Lin Shaye : Teresa
- Nikki Reed : Crystal
- Natasha Lyonne : Nancy
- Louis Hunter : Duncan
- Serge Levin : Sven